# Cirugía de hernia
La cirugía de hernia se refiere a una operación quirúrgica para la corrección de una hernia, un abultamiento de los órganos o tejidos internos a través de la pared que la contiene. Puede ser de dos tipos diferentes: herniorrafia; o hernioplastia. Esta operación se puede realizar para corregir las hernias del abdomen, la ingle, el diafragma, el cerebro o en el sitio de una operación anterior. La reparación de la hernia se realiza a menudo como un procedimiento ambulatorio.

## Técnicas

### Reparación de hernia inguinal
El primer factor diferenciador en la reparación de una hernia es si la cirugía se realiza abierta o por vía laparoscópica. La reparación de una hernia abierta es cuando se hace una incisión en la piel directamente sobre la hernia. La reparación laparoscópica de la hernia es cuando se utilizan cámaras y equipos mínimamente invasivos y la hernia se repara con solo pequeñas incisiones adyacentes a la hernia. Estas técnicas son similares a las técnicas utilizadas en la cirugía laparoscópica de la vesícula biliar.
Una operación en la que se extrae el saco herniario sin ninguna reparación del conducto inguinal se describe como herniotomía. Cuando la herniotomía se combina con una reparación reforzada de la pared del conducto inguinal posterior con material autógeno (tejido del propio paciente) o heterogéneo como malla de prolene, se denomina hernioplastia en contraposición a herniorrafia, en la que no se utiliza material autógeno o heterogéneo para el refuerzo.

### Procedimiento Stoppa
El procedimiento Stoppa es un tipo de reparación de hernia sin tensión. Se realiza envolviendo la parte inferior del peritoneo parietal con malla protésica y colocándola a nivel preperitoneal sobre el orificio miopectíneo de Fruchaud. Fue descrito por primera vez en 1975 por Rene Stoppa. Esta operación también se conoce como "refuerzo protésico gigante del saco visceral" (RPGSV).
Esta técnica ha tenido un éxito particular en la reparación de hernias bilaterales, hernias escrotales grandes y hernias recurrentes o recurrentes en las que la reparación convencional es difícil y conlleva una alta tasa de morbilidad y fracaso. La tasa de recurrencia informada más recientemente (que incluyó a 230 pacientes con 420 hernias y un seguimiento máximo de 8 años) fue de 0.71%.  La reparación totalmente extraperitoneal (RTE) utiliza exactamente los mismos principios que la reparación Stoppa, excepto que se realiza por laparoscopia.

## Recuperación
La recuperación después de la cirugía de hernia puede variar según el tipo y la complejidad de la hernia, así como la técnica quirúrgica utilizada. En general, después de la cirugía de hernia, se puede requerir reposo y limitar la actividad física durante un período de tiempo determinado. Es posible que se recomiende el uso de una faja postquirúrgica u otro tipo de soporte abdominal para ayudar a reducir la tensión en la zona de la hernia y mejorar la cicatrización. Además, es importante seguir las indicaciones del equipo médico en cuanto a la alimentación, la higiene de la incisión y la toma de medicamentos para el manejo del dolor y la prevención de infecciones. Es posible que se requiera un seguimiento médico regular y pruebas de seguimiento para evaluar la progresión de la recuperación y asegurarse de que no haya complicaciones. Es esencial seguir las recomendaciones del equipo médico y comunicarse con ellos en caso de cualquier preocupación o síntoma nuevo durante el proceso de recuperación.